# Col Ferret
De Col Ferret of Petit Col Ferret is een bergpas tussen het Zwitserse en het Italiaanse Val Ferret. De pashoogte bevindt zich aan de voet van de Mont Dolent, het drielandenpunt tussen Frankrijk, Zwitserland en Italië. De pas vormt tezamen met het Val Ferret de grens tussen het Mont Blancmassief (deel van de Grajische Alpen) en de Penninische Alpen.
Dichtbij ligt ook de zogeheten Grand Col Ferret, die iets hoger is en ook een verbinding vormt tussen beide Ferret-dalen, zij het in een minder directe lijn. De aanloop naar de Grand Col Ferret is minder steil waardoor deze gemakkelijker is voor wandelaars. De Tour du Mont-Blanc passeert eveneens over de Grand Col Ferret in plaats van de Petit Col Ferret.
Enkele kilometers oostwaarts ligt de Grote Sint-Bernhardpas, die Aosta met Martigny verbindt over een net iets lagere pashoogte.

Albrun · Albula · Alpe Gesero · Bernina · Brünig · Chasseral · Croix · Ferret · Flüela · Forclaz · Furka · Furggu · Gemmi · Glas · Glaubenberg ·  Glaubenbüelen · Gries · Grimsel · Grote Scheidegg · Grote St.-Bernhard · Gurnigel · Gueulaz · Jaun · Julier · Klausen · Kleine Scheidegg · Kunkel · Lenzerheidepas · Livigno · Lukmanier · Maloja · Moosalp · Morgins · Mosses · · Saanenmöser · Neggia · Nufenen · Oberalp · Ofen · Pillon · Planches · Pragel · San Bernardino · Sanetsch · Schallenberg · Simplon · Sint-Gotthard · Splügen · Susten · Umbrail · Vue des Alpes · Wolfgang